# MoShang

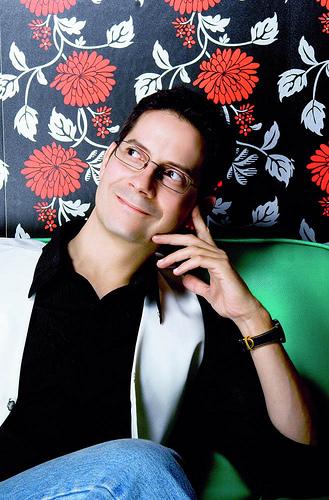
MoShang alias Jean Marais (2011)

MoShang ist der Künstlername von Jean Marais, einem südafrikanischen Downbeat-Musiker und Chillout-Produzenten, der heute in Taiwan lebt.

## Leben
Jean Marais begann sein musikalisches Engagement in den frühen 1980er Jahren zunächst als Chorsänger in Kapstadt, Südafrika. Erste Erfolge hatte Marais als Sänger und Frontmann der südafrikanischen Kunst-Rock-Band Duusman (afrikaans, dt. Holländer) und als Saxophonist für die Gruppe Tsunami. Später produzierte er drei preisgekrönte Alben zu Ehren des Dichters Breyten Breytenbach. Zusammen mit Riku Lätti gründete Marais das Afrikaans-Pop-Duo 12 Hz. 2003 brachten sie das Album Nou (afrikaans, dt. Jetzt) bei Rhythm Records/Bowline heraus. Er erhielt Südafrikas renommierten Avanti Craft Award für seine Beteiligung an dem Kurzfilm Angels in a Cage.
2003 zog Marais in den taiwanesische Stadt Taichung und veröffentlichte beim Label Onse Plate (afrikaans, dt. unsere Platte) sein erstes Album Made in Taiwan unter dem chinesischen Künstlernamen MoShang. Sein zweites Album Chill Dynasty folgte im Jahr 2006. Seine Musik wurde für die Discovery-HD-Produktion Fantastic Festivals Of The World ausgewählt. 2009 wurde er Sieger in der Audio-Kategorie des Ubuntu 9.04 Free Culture Showcase. 2009 gründete er als Jean Marais gemeinsam mit Andre van Rensburg und Louis Minnaar das Projekt Eentonig (afrikaans, dt. Eintönig) und veröffentlichte ein gleichnamiges Album und einen gleichnamigen Bildband.
Seinen vierten Longplayer Further East veröffentlichte MoShang 2010 auf dem deutschen Label Lemongrassmusic. Er hat mehr als 100 Folgen seines Live-Online-Podcasts veröffentlicht. Jede Episode ist eine Stunde lang und enthält die Live-Aufführung seiner Original-Musik. MoShang komponierte in dieser Zeit auch die Original-Partitur für den Dokumentarfilm Koxinga: A Hero´s Legacy des National-Geographic-Kanals für Asien. 2012 erschien sein sechstes Album What Comes Around bei Stone Bell Music.

## Diskografie

### Studioalben
- 2004: Made in Taiwan (Onse Plate)
- 2006: Chill Dynasty (Onse Plate)
- 2010: Further East (Lemongrassmusic)
- 2011: Groove Suite (Onse Plate)
- 2012: What Comes Around (Stone Bell Music)

### Remixalben
- 2007: Asian Variations – Various Artists Remixed by MoShang (Onse Plate)

### EPs
- 2008: Stone Bell (Onse Plate)
- 2011: Saturated als Aerobium (Tigergrass Records)

### Kollaborationen
- 2003: Nou mit 12 Hz (Rhythm Records/Bowline)
- 2009: Suncake Lounge Vol. 1 mit Chris Bailey (Onse Plate)
- 2009: Eentonig mit Andre van Rensburg und Louis Minnaar